# ガソール

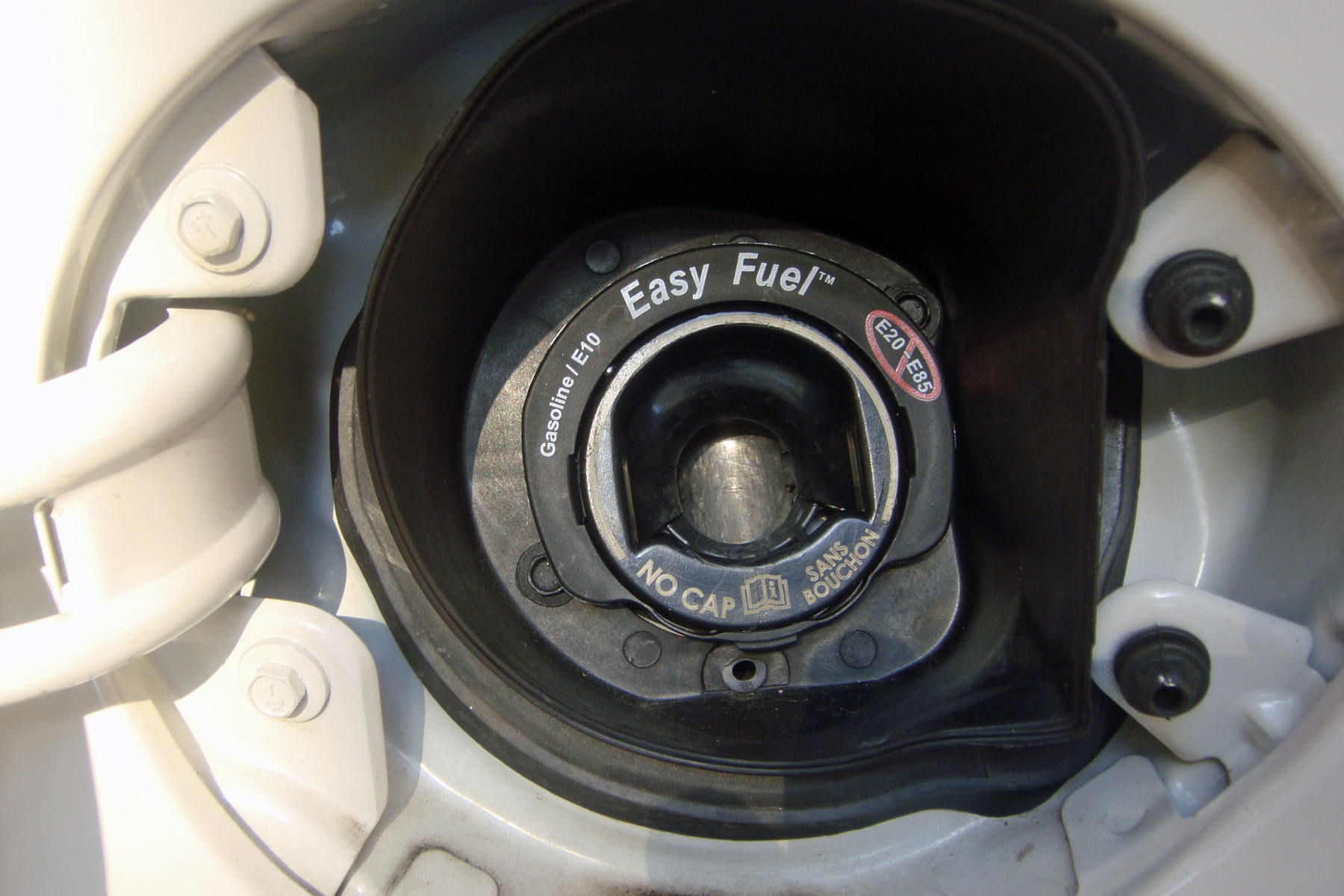
米国におけるガソール車の給油口。
ガソリン/E10は可、E20-E85は不可の警告表示がある。

ガソール（英語: gasohol）とは、アルコール（エタノール・メタノール）とガソリンを混ぜた燃料のこと。ガソールで走る車は、ガソール車と呼ばれる。
　　　　　　　　　　　　　　　　　　　　　　　　　　